# Station Červenka
Železniční stanice Červenka (Nederlands: Station Červenka, Duits vroeger: Schwarzbach en Schwarzbach bei Olmütz) is een station in de Tsjechische gemeente Červenka. Het station ligt aan de spoorlijnen 270 (die van Česká Třebová, via Olomouc, Přerov en Ostrava, naar Bohumín loopt) en 273 (die van Červenka, via Litovel, Senice na Hané en Kostelec na Hané, naar Prostějov loopt). Het station is onder beheer van de SŽDC en wordt bediend door stop- en sneltreinen van de České Dráhy. In de gemeente Červenka ligt naast het station Červenka ook nog de spoorweghalte Červenka zastávka.
Česká Třebová ↔ Třebovice v Čechách ↔ Rudoltice v Čechách ↔ Lukavá u Rudoltic v Čechách ↔ Žichlínek ↔ Krasíkov ↔ Tatenice ↔ Holštejn ↔ Lupěné ↔ Zábřeh na Moravě ↔ Lukavice na Moravě ↔ Mohelnice ↔ Moravičany ↔ Červenka ↔ Střeň ↔ Štěpánov ↔ Olomouc hlavní nádraží ↔ Grygov ↔ Brodek u Přerova ↔ Rokytnice u Přerova ↔ Přerov ↔ Prosenice ↔ Osek nad Bečvou ↔ Lipník nad Bečvou ↔ Drahotuše ↔ Hranice na Moravě ↔ Bělotín ↔ Polom ↔ Jeseník nad Odrou ↔ Suchdol nad Odrou ↔ Hladké Životice · Mošnov, Ostrava Airport ↔ Studénka ↔ Jistebník ↔ Polanka nad Odrou ↔ Ostrava-Svinov ↔ Ostrava-Mariánské Hory ↔ Ostrava hlavní nádraží ↔ Ostrava-Hrušov ↔ Bohumín
Červenka ↔ Červenka zastávka ↔ Litovel ↔ Litovel město ↔ Litovel předměstí ↔ Myslechovice ↔ Cholina ↔ Odrlice ↔ Senice na Hané zastávka ↔ Senice na Hané ↔ Náměšť na Hané ↔ Drahanovice ↔ Slatinice ↔ Třebčín ↔ Kaple ↔ Čelechovice na Hané ↔ Kostelec na Hané ↔ Prostějov místní nádraží ↔ Prostějov hlavní nádraží